# Edvard Dahlgren
Johan Bartold Edvard Dahlgren i riksdagen kallad Dahlgren i Ransäter, född 1 augusti 1844 i Gräsmarks församling, Värmlands län, död 7 maj 1912 i Karlstads stadsförsamling, Värmlands län, var en svensk disponent och riksdagsman.
Dahlgren var disponent vid Ransäters bruksbolag. Han var i riksdagen ledamot av andra kammaren under mandatperioden 1879–1881, invald i Mellansysslets domsagas valkrets.